# Governança de tecnologias de informação e desempenho organizacional
A Governança de Tecnologia da Informação (TI) é um conjunto de práticas, políticas e frameworks que garantem que a TI esteja alinhada com os objetivos estratégicos da organização, agregando valor e minimizando riscos. Seu propósito é maximizar os benefícios da tecnologia, otimizar investimentos, reduzir riscos e garantir conformidade com normas e regulamentações. Em um mundo cada vez mais digital, onde a tecnologia permeia todas as áreas de negócio, a governança de tecnologia da informação tornou-se um fator essencial para a competitividade e sustentabilidade das organizações.
O desempenho organizacional é a capacidade de uma empresa alcançar seus objetivos estratégicos de forma eficiente e eficaz. Ele avalia fatores como produtividade, eficiência, inovação, qualidade dos produtos ou serviços e satisfação dos clientes.
No contexto da TI, isso significa que os investimentos e processos tecnológicos devem impulsionar inovação, produtividade e vantagem competitiva que pode impactar diretamente na tomada de decisões, eficiência operacional e satisfação dos stakeholders, com a definição de responsabilidades, processos de tomada de decisão, gestão de riscos e conformidade regulatória.
Governança de TI e Desempenho Organizacional é a cultura de um TI bem governada para melhorar a maturidade dos processos, reduzir falhas e desperdícios, aumentar a segurança da informação e garantir conformidade regulatória.
O verbete explora a relação entre a governança de TI e o desempenho organizacional, com ênfase em como práticas bem estruturadas podem aumentar resultados em diferentes contextos, como o setor público no Brasil e o setor privado, fornecendo uma perspectiva comparativa e analítica do impacto de sua aplicação nas organizações públicas.
A aplicação eficaz da Governança de TI pode trazer benefícios significativos para diferentes tipos de organizações. No setor privado, ela permite a otimização de investimentos, redução de custos operacionais e maior inovação, garantindo que a TI contribua para a estratégia de crescimento da empresa. Já no setor público, a governança de TI ajuda a aumentar a transparência, melhorar a prestação de serviços ao cidadão e garantir conformidade com regulamentações. Startups e empresas emergentes podem utilizar frameworks de governança para estruturar seus processos desde o início, evitando desperdícios e melhorando a escalabilidade. Por outro lado, grandes corporações dependem de uma governança sólida para gerenciar a complexidade de seus ambientes tecnológicos e alinhar seus investimentos com a estratégia organizacional.
Para garantir uma governança eficiente, diversas metodologias e frameworks foram desenvolvidos ao longo dos anos. Entre os principais, destacam-se:
- COBIT (Control Objectives for Information and Related Technologies): Focado na governança e gestão de TI, ajudando as empresas a garantir que seus processos tecnológicos estejam alinhados com os objetivos estratégicos.
- ITIL (Information Technology Infrastructure Library): Conjunto de boas práticas voltado para a gestão de serviços de TI, garantindo qualidade e eficiência na entrega dos serviços.
- CMMI (Capability Maturity Model Integration): Modelo que avalia e melhora a maturidade dos processos de TI, promovendo maior previsibilidade e controle nas operações.

Ao longo deste artigo, exploraremos como a Governança de TI impacta o desempenho organizacional, como os frameworks podem ser aplicados em diferentes contextos e como a maturidade dos processos influencia diretamente os resultados estratégicos das empresas.

## História e Origem

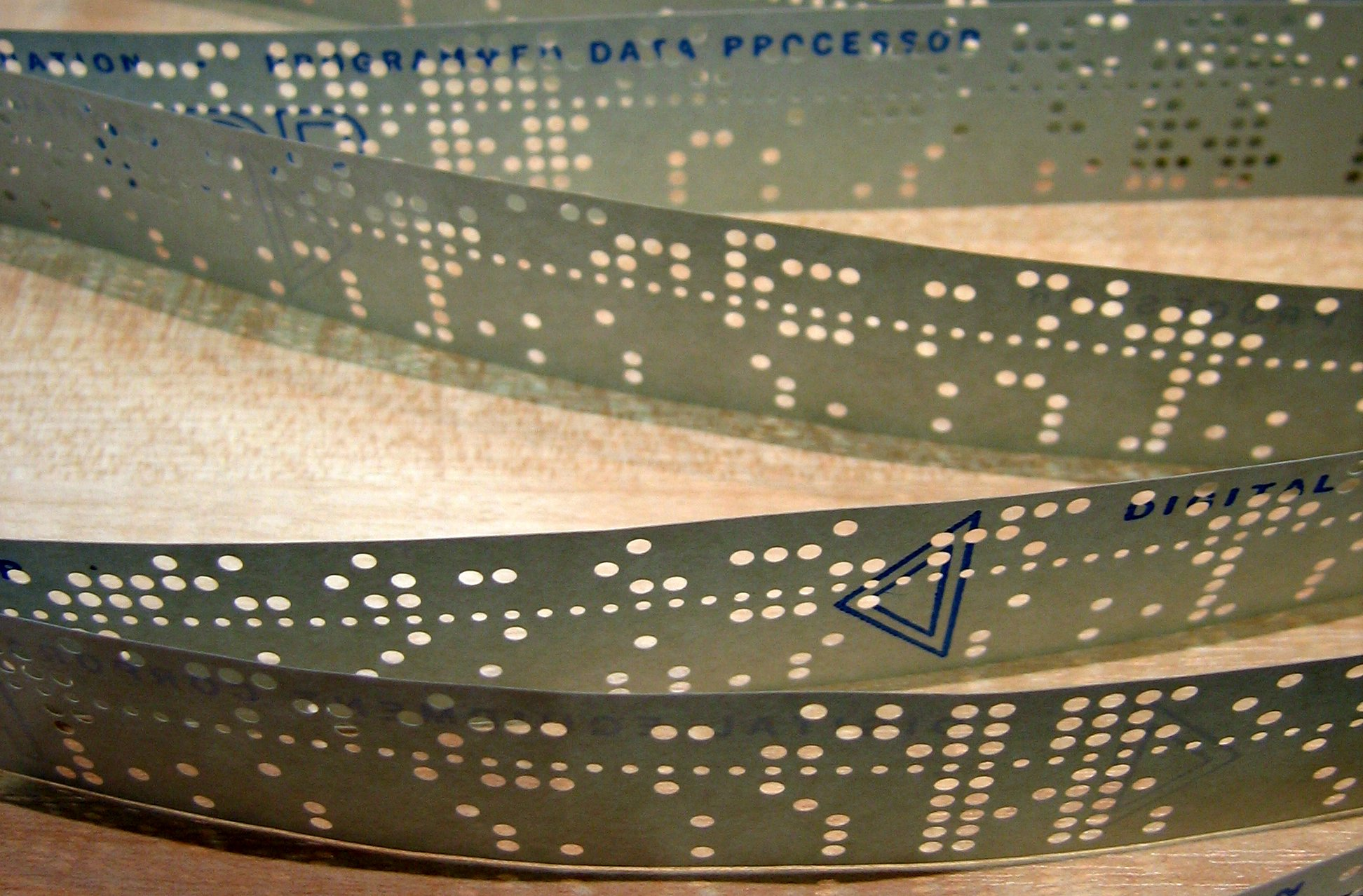
Paper Tape: Um dos primeiros tipos de armazenagem de dados na computação

A Governança de TI surgiu para alinhar a tecnologia às estratégias organizacionais, garantindo controle, segurança e eficiência no uso da informação. Nos anos 1990, modelos como o COSO influenciaram a gestão de riscos, enquanto o COBIT (1995) trouxe um framework estruturado para controle de TI. A partir dos anos 2000, regulamentações como a Lei Sarbanes-Oxley (SOX, 2002) reforçaram a necessidade de transparência e conformidade, e frameworks como o ITIL consolidaram boas práticas na gestão de serviços de TI.
Seu impacto no desempenho organizacional está na otimização de recursos, mitigação de riscos e melhoria da tomada de decisões. Modelos como COBIT, ITIL, ISO/IEC 38500 e Val IT ajudam a garantir que a TI agregue valor ao negócio, impulsionando produtividade e competitividade. Assim, a governança de TI evoluiu de um suporte operacional para um fator estratégico essencial para o sucesso empresarial.

## Medição de Maturidade dos Processos de TI
A maturidade dos processos de Tecnologia da Informação (abreviado TI) indica o quanto os processos dentro das organizações estão desenvolvidos, organizados e padronizados. Em outras palavras, ela mostra o nível de eficiência e controle que a organização tem sobre suas atividades de TI, garantindo que estejam alinhadas com seus objetivos estratégicos.
Processos em estágios iniciais de maturidade geralmente são realizados de forma improvisada, sem planejamento e pouca documentação. À medida que a organização evolui, esses processos se tornam mais organizados, padronizados e automatizados, permitindo um funcionamento mais previsível e confiável.
O conceito de maturidade está ligado à melhoria contínua, ou seja, à busca constante por aperfeiçoar os processos para acompanhar mudanças internas e externas. Isso ajuda a empresa a ser mais eficiente e a obter melhores resultados.
O desempenho organizacional é uma medida de quão bem uma organização consegue atingir seus objetivos estratégicos e operacionais. Isso abrange vários indicadores de desempenho organizacional, tais como qualidade, capacidade, produtividade, rentabilidade, eficiência operacional, qualidade dos produtos e serviços e a satisfação dos stakeholders. Desta maneira, a Governança de TI desempenha um papel central ao fornecer ferramentas, processos e a maturidade que aprimoram essas métricas de desempenho.
Existem diversos modelos usados para medir e melhorar a maturidade dos processos de TI, como o CMMI (Capability Maturity Model Integration) e o COBIT (Control Objectives for Information and Related Technology), são frequentemente utilizados para medir e orientar o desenvolvimento da maturidade dos processos de TI. No Brasil, o Tribunal de Contas da União (abreviado TCU) destaca a importância da governança e da maturidade da TI para melhorar eficiência no setor público.
Pesquisas mostram que organizações com processos de TI mais maduros tendem a ter um desempenho melhor, principalmente quando a tecnologia é essencial para suas operações e serviços.

### Frameworks e Modelos de Maturidade
Para medir e aprimorar a maturidade dos processos de Tecnologia da Informação (abreviado TI), organizações utilizam frameworks, como o COBIT, acrônimo Control Objectives for Information and Related Technologies (em português: Controle de Objetivos para Informação e Tecnologias Relacionadas), o ITIL, acrônimo de Information Technology Infrastructure Library (em português: "Biblioteca de infraestrutura de tecnologia da informação") e o CMMI, acrônimo de Capability Maturity Model Integration (em português: Modelo Integrado de Maturidade em Capacitação). Esses frameworks fornecem instruções para que as organizações possam avaliar e melhorar seus processos internos da área de TI, ajudando a garantir que estejam alinhados com os objetivos gerais da organização.

#### COBIT
O COBIT, desenvolvido pela ISACA, é um conjunto de boas práticas que ajuda as organizações a gerenciar a Tecnologia da Informação (TI) de forma eficiente e alinhada com seus objetivos de negócio. Ele permite que as empresas avaliem e melhorem seus processos de TI, organizando-os em diferentes níveis de maturidade, que vão desde "inexistente", onde não há processos definidos, até "otimizado", quando os processos estão bem estruturados e constantemente aprimorados. O COBIT foca em áreas importantes, como governança, controle e entrega de valor, garantindo que a TI contribua de forma eficaz para os resultados da organização.

#### ITIL
O ITIL é um conjunto de práticas que ajuda as organizações a gerenciar seus serviços de Tecnologia da Informação (TI) de forma eficiente. Ele organiza a gestão de TI em cinco etapas principais: Estratégia, Desenho, Transição, Operação e Melhoria Contínua. Cada uma dessas etapas tem como objetivo garantir que os serviços de TI sejam bem planejados, implementados e constantemente aprimorados. O ITIL permite que as empresas avaliem a qualidade dos seus serviços e encontrem maneiras de melhorá-los, garantindo que a TI contribua para os objetivos do negócio e traga mais valor para a organização.

#### CMMI
O CMMI é um modelo que ajuda as organizações a avaliar e melhorar seus processos de trabalho. Ele mede a maturidade desses processos em diferentes níveis, que vão desde o nível "Inicial", onde há pouca organização, até o nível "Otimizado", onde os processos são bem definidos e continuamente aprimorados. O CMMI é muito usado em áreas como o desenvolvimento de software e a gestão de projetos, ajudando as empresas a identificar pontos fracos e fazer melhorias de forma gradual para aumentar a eficiência e a qualidade.

#### Outros Modelos
Além desses frameworks, existem normas como a ISO/IEC 20000, que ajudam as organizações a padronizar e avaliar seus processos de Tecnologia da Informação (TI), com foco na gestão de serviços. Essa norma define boas práticas para garantir que os serviços de TI sejam entregues com qualidade e de forma eficiente.
Os frameworks e modelos de maturidade são ferramentas importantes para entender, medir e melhorar os processos de TI. Eles ajudam as organizações a trabalhar de maneira mais eficiente, promover a inovação e oferecer mais valor para o negócio.
| Framework | Foco Principal            | Vantagens                                   |
| --------- | ------------------------- | ------------------------------------------- |
| COBIT     | Governança e Compliance   | Abrangência corporativa, segurança e riscos |
| ITIL      | Gerenciamento de Serviços | Eficiência operacional e suporte ao cliente |
| CMMI      | Maturidade de Processos   | Melhoria contínua e padronização            |

## Alinhamento Estratégico de Tecnologia da Informação
O alinhamento estratégico de TI é essencial para garantir que a tecnologia não apenas suporte, mas também impulsione os objetivos organizacionais. Uma governança de TI eficiente, combinada com um bom desempenho organizacional, só será plenamente eficaz se houver uma integração estratégica da TI com as metas da empresa. Quando bem implementada, a governança de TI assegura que os recursos tecnológicos sejam utilizados para aprimorar a competitividade e a qualidade dos serviços. Um exemplo disso pode ser observado no setor público, onde a adoção de soluções digitais eficientes pode melhorar significativamente a prestação de serviços aos cidadãos.

## Estudos de Casos
Estudo de caso é uma estratégia de pesquisa científica que analisa um fenômeno atual em seu contexto real e as variáveis que o influenciam. A implementação de frameworks de governança de TI, como o COBIT, tem sido fundamental para que startups e organizações estabelecidas alinhem suas operações tecnológicas aos objetivos estratégicos do negócio, gerenciando riscos e otimizando processos. Embora exemplos específicos de startups que adotaram esses frameworks não sejam amplamente divulgados, há registros de organizações que obtiveram melhorias significativas após sua implementação.

### Setor de Saúde
Um estudo publicado pela Sociedade Brasileira de Computação (SBC) descreveu a implantação do framework COBIT em uma organização privada do setor de saúde. O estudo analisou o nível de maturidade da governança de TI (GTI) antes e após sua implantação, destacando os principais desafios, facilitadores e inibidores do processo, além das lições aprendidas.
A pesquisa identificou que, apesar das dificuldades encontradas, a organização obteve avanços significativos na gestão e controle das atividades de TI. A maior dificuldade relatada foi a resistência à mudança organizacional, uma situação comum em processos de transformação digital. Entretanto, o alinhamento estratégico entre TI e os objetivos do negócio permitiu que a área de TI fosse vista como uma aliada estratégica, em vez de apenas uma área de suporte. O apoio da diretoria também foi um fator determinante para o sucesso do projeto.
Além disso, a decisão de priorizar apenas os processos críticos do COBIT foi essencial para o sucesso da implementação, pois a organização percebeu que não era necessário adotar todos os processos do framework para obter benefícios significativos. Essa abordagem contribuiu para um maior alinhamento entre a área de TI e as estratégias organizacionais, promovendo uma transformação positiva na governança de TI.
Este estudo de caso reforça a importância da adaptação dos frameworks às necessidades específicas de cada organização, demonstrando que a implementação de metodologias de governança pode trazer benefícios mesmo quando realizada de forma parcial. Essa experiência pode servir como referência para outras organizações que buscam aprimorar sua gestão de TI por meio do COBIT ou frameworks similares.

### Receita Federal do Brasil
A Receita Federal reconhece a importância da Tecnologia da Informação e Comunicação para aprimorar seus serviços e operações. Como um plano orientador, periodicamente é desenvolvido o Plano Diretor de Tecnologia da Informação (PDTI), que serve como um guia estratégico para o uso eficaz da tecnologia na instituição.

#### Plano Diretor de Tecnologia da Informação 2021-2022
Foi elaborado com o objetivo de alinhar as necessidades tecnológicas da Receita Federal às suas metas institucionais. Este plano destacou a importância de modernizar a infraestrutura de TI, aprimorar a segurança da informação e promover a transformação digital dos serviços oferecidos aos cidadãos. Entre as iniciativas previstas, estavam a atualização de sistemas legados, a implementação de soluções de computação em nuvem e o fortalecimento das políticas de governança de TI.

#### Plano Diretor de Tecnologia da Informação 2023-2024
Dando continuidade aos esforços dos anos anteriores, o PDTI 2023-2024 foi desenvolvido para consolidar os avanços alcançados e enfrentar novos desafios tecnológicos. Este plano enfatiza a necessidade de integrar sistemas, melhorar a experiência do usuário e adotar tecnologias emergentes, como inteligência artificial e análise de dados avançada. Além disso, reforça o compromisso da Receita Federal com a segurança cibernética e a proteção de dados dos contrbuintes.

#### Resultados
A implementação desses planos tem sido fundamental para aprimorar a governança de TI na Receita Federal. Ao alinhar as iniciativas tecnológicas com os objetivos estratégicos da instituição, a Receita Federal tem conseguido otimizar processos, reduzir custos operacionais e aumentar a eficiência na prestação de serviços. A modernização da infraestrutura de TI e a adoção de novas tecnologias também têm contribuído para uma maior agilidade na tomada de decisões e para a melhoria da transparência e da satisfação dos usuários.
De acordo com os dados disponíveis pela Lei de Acesso à Informação, em relação ao caso da Receita Federal estão disponíveis na internet os dados da pesquisa de satisfação de janeiro de 2019, realizada antes da implementação do Plano Diretor 2021-2022, e os resultados da pesquisa de dezembro de 2021, correspondentes ao primeiro ano após a adoção desse plano. A partir da análise dos dados públicos disponíveis, é possível afirmar que a implementação de práticas de governança de TI e de aprimoramento do desempenho organizacional teve um impacto significativo na modernização e na eficiência dos serviços prestados pelo órgão.
Dentre as principais melhorias observadas em 2021-2022 em comparação com 2019, destacam-se:
- Redução do Tempo Médio de Espera no Atendimento: Um dos principais indicadores de eficiência no atendimento ao contribuinte é o Tempo Médio de Espera (TME) para ser atendido nos canais da Receita Federal. A modernização dos sistemas e a ampliação dos serviços digitais foram fatores determinantes para a redução desse tempo, conforme demonstrado na tabela a seguir retirada do relatório de atendimento de dezembro de 2022:

| Ano/Mês | Jan      | Fev      | Mar      | Abr      | Mai      | Jun      | Jul      | Ago      | Set      | Out      | Nov      | Dez      | Média    |
| ------- | -------- | -------- | -------- | -------- | -------- | -------- | -------- | -------- | -------- | -------- | -------- | -------- | -------- |
| 2018    | 00:13:43 | 00:11:00 | 00:10:11 | 00:11:24 | 00:11:01 | 00:10:09 | 00:11:44 | 00:09:46 | 00:10:24 | 00:09:45 | 00:09:47 | 00:11:41 | 00:10:53 |
| 2019    | 00:14:28 | 00:11:33 | 00:12:54 | 00:12:05 | 00:10:41 | 00:10:53 | 00:11:56 | 00:10:42 | 00:11:26 | 00:11:06 | 00:11:57 | 00:11:42 | 00:11:47 |
| 2020    | 00:13:41 | 00:11:09 | 00:12:40 | 00:13:39 | 00:14:44 | 00:12:42 | 00:11:38 | 00:10:42 | 00:12:11 | 00:11:57 | 00:11:50 | 00:15:26 | 00:12:42 |
| 2021    | 00:11:18 | 00:10:34 | 00:09:24 | 00:08:17 | 00:09:22 | 00:10:39 | 00:11:00 | 00:10:13 | 00:10:16 | 00:10:15 | 00:11:02 | 00:10:07 | 00:10:05 |
| 2022    | 00:09:19 | 00:07:40 | 00:09:03 | 00:08:12 | 00:08:55 | 00:07:30 | 00:07:37 | 00:06:34 | 00:07:03 | 00:07:22 | 00:07:51 | 00:08:57 | 00:08:00 |

- Expansão dos serviços digitais: A ampliação das plataformas online reduziu a necessidade de comparecimento presencial, proporcionando maior acessibilidade e eficiência no atendimento ao cidadão.
- Aprimoramento da infraestrutura das unidades: Houve um aumento nos índices de satisfação como a localização (33,2%), instalações físicas (33,3%) e conservação e limpeza (35,3%), evidenciando investimentos na estrutura dos postos de atendimento.
- Qualificação do atendimento: A cortesia e educação dos atendentes apresentaram uma avaliação positiva de 27,2%, sugerindo melhorias na capacitação dos servidores e na padronização do atendimento.
  - Estabilização dos índices de satisfação: O percentual de avaliações "satisfeito" e "muito satisfeito" manteve-se estável ao longo de 2021, com média de 21,2% e máxima de 29,1%, indicando uma maior previsibilidade e consistência na qualidade dos serviços. Algo bem diferente dos 14% vistos em janeiro de 2019.

Esses avanços refletem os impactos positivos das iniciativas de governança de TI e da modernização organizacional, que contribuíram para aprimorar a eficiência operacional da Receita Federal, aumentando a acessibilidade dos serviços e proporcionando uma experiência mais satisfatória ao usuário.

### Outros casos
Um estudo publicado no Future Studies Research Journal investigou como modelos de melhores práticas de governança de TI afetam positivamente o desempenho de empresas brasileiras. A pesquisa revelou que a adoção dessas práticas está diretamente relacionada a benefícios como aumento da agilidade e confiabilidade nos processos empresariais.
Uma pesquisa publicada na Revista Produção analisou empresas que adotaram práticas formais de governança de TI e constatou melhorias significativas em métricas financeiras, como rentabilidade e lucratividade. Os resultados indicaram que a maturidade na governança de TI está associada a um desempenho organizacional superior.
Uma dissertação de mestrado analisou a implementação da governança de TI na Eletrobras, destacando como a empresa estruturou suas políticas e processos para alinhar a TI às estratégias corporativas, resultando em melhorias na eficiência operacional e na tomada de decisões.

### Diferenças entre o Setor Público e Privado
A governança e a gestão de Tecnologia da Informação (TI) desempenham papéis essenciais tanto no setor público quanto no privado.

#### Setor Público
No setor público, a governança de TI é orientada para a prestação de serviços à sociedade e a transparência nas ações administrativas.
No setor público, ela enfrenta desafios únicos, como dificuldades devido a burocracia para contratação, valor disponível para o órgão publico contratar limitado, a necessidade de transparência e a obrigação de prestar contas ao público. Além disso, é fundamental para alcançar metas de políticas públicas, como inclusão digital e melhoria de serviços ao cidadão. A limitação do orçamento exige que as iniciativas de TI sejam planejadas de forma criteriosa, priorizando soluções de custo-benefício elevado e reutilização de recursos tecnológicos, contudo está fortemente regulada por leis e normas que exigem transparência, prestação de contas e segurança da informação.
Devido a esses fatores, a implementação de uma governança de TI eficaz pode ser mais complexa, mas também é fundamental para garantir que os recursos públicos sejam usados da forma mais eficaz possível, por isso é projetada para proporcionar estabilidade e continuidade de serviços essenciais, mesmo diante de mudanças políticas e administrativas.
Exemplos de sucesso incluem iniciativas como o Sistema de Administração dos Recursos de Tecnologia da Informação (SISP), que visa melhorar a gestão de TI nas instituições governamentais brasileiras.

#### Setor Privado
No setor privado, a governança de TI é orientada para gerar vantagem competitiva e maximizar o retorno financeiro.
No setor privado, a governança de TI se concentra mais na agilidade e na capacidade de inovação que aumentem a produtividade, promovam inovação e possibilitem rápida adaptação às mudanças do mercado. Empresas privadas geralmente têm mais flexibilidade para adaptar suas estratégias de TI rapidamente às mudanças de mercado com maior autonomia para realocar recursos e priorizar investimentos em TI que tragam benefícios diretos aos seus negócios, e para avaliar o impacto nos resultados com Indicadores de desempenho, como retorno sobre investimento e redução de custos na produção dos produtos ou serviços.
As práticas de governança de TI no setor privado também visam melhorar a competitividade, aumentar a satisfação dos clientes e buscar novas oportunidades de crescimento.
Essas diferenças impactam diretamente na forma como a TI é planejada, gerida e avaliada em termos de sucesso.

### Comparação Resumida
| Característica          | Setor Público                     | Setor Privado                   |
| ----------------------- | --------------------------------- | ------------------------------- |
| Objetivo                | Interesse público e transparência | Competitividade e lucro         |
| Orçamento               | Limitado e rígido                 | Flexível e orientado ao retorno |
| Inovação                | Moderada                          | Elevada                         |
| Regulamentação          | Extensa                           | Moderada                        |
| Avaliação de Desempenho | Qualidade do serviço              | Retorno sobre investimento      |

## Desafios e Oportunidades Futuras
A implementação de uma governança de TI robusta apresenta vários desafios, incluindo a resistência interna à mudança, alocação adequada de recursos e a necessidade de integrar novos sistemas com a infraestrutura existente. Superar esses desafios exige um compromisso claro da liderança e uma visão estratégica de longo prazo.

### O Futuro da Governança de TI
O futuro da governança de TI é promissor, com muitas oportunidades emergentes graças às tecnologias inovadoras. Iniciativas em inteligência artificial, big data e Internet das Coisas (IoT) prometem transformar a maneira como a TI é gerida e utilizada nas organizações. Essas tecnologias oferecem novas formas de coleta e análise de dados, otimização de processos e melhoria da tomada de decisões, tornando a governança de TI ainda mais crucial para o sucesso organizacional.